# بيل هورتون
بيل هورتون هو لاعب هوكي الجليد كندي، ولد في 5 سبتمبر 1946 في لندسي ‏ في كندا، وتوفي في 24 مايو 1988.

## وصلات خارجية
- بيل هورتون على موقع EliteProspects.com (الإنجليزية)
- بيل هورتون على موقع HockeyDB.com (الإنجليزية)
- بيل هورتون على موقع Hockey-Reference.com (الإنجليزية)